# Systropus nigricaudus
Systropus nigricaudus är en tvåvingeart som beskrevs av Enrico Adelelmo Brunetti 1909. Systropus nigricaudus ingår i släktet Systropus och familjen svävflugor. Inga underarter finns listade i Catalogue of Life.